# Damalis taciturna
Damalis taciturna är en tvåvingeart som först beskrevs av H. Oldroyd 1970.  Damalis taciturna ingår i släktet Damalis och familjen rovflugor.
Artens utbredningsområde är Kongo. Inga underarter finns listade i Catalogue of Life.